# John Rimmer
John Thomas Rimmer (Ormskirk, 27 de abril de 1878 – Liverpool, 6 de junho de 1962) foi um atleta e campeão olímpico britânico.
Campeão amador britânico das 4 milhas (6,4 km) em 1900, viajou para os Jogos Olímpicos de Paris como um dos favoritos e estreou nos 1500 m chegando apenas em posições intermediárias. No dia seguinte, porém, conquistou o ouro olímpico vencendo a dura prova dos 4000 m steeplechase, derrotando o compatriota e rival Charles Bennett na chegada por menos de um metro.
Em Paris 1900, ainda veio a ganhar uma segunda medalha de ouro, integrando uma equipe mista de atletas composta por ele, Bennett, Alfred Tysoe, Sidney Robinson e o australiano Stan Rowley, que venceu os 5000 m por equipes.
Em 1901 ele entrou para o Departamento de Polícia de Liverpool, aposentando-se como sargento trinta anos mais tarde.